# Споменик Мајклу Џексону
Споменик Мајклу Џексону је српски филм из 2014. године у режији и по сценарију Дарка Лунгулова у коме локални берберин у малом српском селу дође на идеју да подигне споменик Мајклу Џексону.

## Радња
У малој варошици у Србији, која је на издисају живи Марко, вечити сањар. Љубинка, његова жена, дубоко разочарана, одлучује да напусти Марка. Марко долази на идеју да спасе своју варошицу и задржи љубав свог живота тако што ће изградити споменик Мајклу Џексону. Он успева да  убеди најближе пријатеље да му помогну, али градоначелник Драган има другачији план, те користи националистичку групу „Чиста Србија“ да спречи Марка у његовој намери.
Очајан, али одлучан да успе, Марко фалсификује писмо и тако успева да убеди градоначелника и све остале да ће Мајкл Џексон доћи у њихово место на откривање споменика.
Варошица наједном оживи, људи су пуни наде и елана, а Марко успева да убеди и Љубинку да остане.
Током откривања споменика, док Марко прерушен у Мајкла Џексона маше људима из хеликоптера, изненада стиже вест о смрти Мајкла Џексона. Припадници покрета „Чиста Србија“ почињу да праве хаос на тргу, али на неочекиван начин, цео лудачки след догађаја доводи до испуњења Марковог сна.

## Улоге
| Глумац               | Улога         |
| -------------------- | ------------- |
| Борис Миливојевић    | Марко         |
| Драган Бјелогрлић    | Душан         |
| Тони Михајловски     | Доки          |
| Љубомир Бандовић     | Поп           |
| Наташа Тапушковић    | Љубинка       |
| Мирјана Карановић    | Даринка       |
| Данијел Николић      | Мита          |
| Марко Јанкетић       | Лука          |
| Бранислав Трифуновић | Градоначелник |
| Срђан Милетић        | Тајкун        |

## Локација снимања
Филм "Споменик Мајклу Џексону" је сниман у селу Лозовик код Велике Плане.

## Премијера
Филм је своју премијеру имао 8. јула 2014. године на Филмском фестивалу у Карловим Варима. Учествовао је и на филмским фестивалима у Пули, Херцег Новом, Сарајеву, Задру.
У Србији је премијерно приказан у 24. августа 2014. године на 49. Фестивалу глумачких остварења-Филмским сусретима у Нишу, док је биоскопску премијеру имао 29. октобра 2014. године.
Филм је приказан и на Интернационалном филмском фестивалу „Love&Anarchy“ у Хелсинкију, Raindance фестивалу у Лондону, Интернационалном фестивалу у Хамбургу, Лет’с Цее филмском фестивалу у Бечу, и на Golden Orange фестивалу у Анталији.

## Награде
- Борис Миливојевић је за улогу Марка на 49. Филмским сусретима у Нишу добио награду Гран при „Наиса“. и награду критике FIPRESCI Србије.[5]
- На Филмском фестивалу у Херцег Новом 2014. године проглашен је за најбољи филм и добио је награду "Велика златна мимоза".
- Специјално признање жирија на Лет’с Цее филмском фестивалу у Бечу.[6]
- Награда за најбољи филм - Eastern European Film Award, на Интернационалном фестивалу у Санта Барбари 2015. године.[7]